# Emil Hohlenberg
Hans Adam Christian Emil Hohlenberg (født 14. august 1841 i København, død 26. juni 1901) var en dansk officer og fotograf.
Han var søn af Johan Christian Carl Hohlenberg og Elisabeth Christiane Frederikke Schou. Hohlenberg opnåede rang af kaptajn i Hæren. Da Emil Rye 1872 flyttede sin forretning fra Odense til København, blev Emil Hohlenberg hans kompagnon (E. Rye & Co.), men 14. september 1876 blev Rye enehaver igen, og Hohlenberg startede for sig selv den 26. september samme år. Hohlenberg havde i tidsrummet ca. 1881 til ca. 1899 atelier på Østergade 1 (hjørnet af (Strøget og Kongens Nytorv) i København. Han var kongelig hoffotograf og har således fotograferet kongefamilien. Hans øvrige kunder tilhørte især adelen og militæret.